# Thesium auriculatum
Thesium auriculatum är en sandelträdsväxtart som beskrevs av Vandas. Thesium auriculatum ingår i släktet spindelörter, och familjen sandelträdsväxter. Inga underarter finns listade i Catalogue of Life.